# Pararge caucasica
Pararge caucasica är en fjärilsart som beskrevs av Alexander von Nordmann 1851. Pararge caucasica ingår i släktet Pararge och familjen praktfjärilar. Inga underarter finns listade i Catalogue of Life.